# Puerto Quijarro
Puerto Quijarro est une petite ville portuaire et une municipalité de la province de Germán Busch, dans le département de Santa Cruz en Bolivie. Limitrophe de la frontière brésilienne dans la région du Pantanal bolivien, la ville se situe en bordure du canal Tamengo qui mène au río Paraguay, entre la ville bolivienne de Puerto Suárez et la brésilienne de Corumbá.
La ville comprend notamment la localité d'Arroyo Concepción (es). Au centre, une avenue en « dur » mène à la gare (chemin de fer Santa Cruz de la Sierra–Brésil vers São Paulo), ainsi qu'à une zone franche, où beaucoup de marchandises se vendent libres de taxes.
Il s'y trouve des bureaux de compagnies aériennes, des taxis, un marché, une banque et d'autres services. Cependant pour les ennuis de santé, il est conseillé aux touristes de passer la frontière et de s'adresser à l'hôpital brésilien de Corumbá.

## Démographie
Le tableau suivant présente l'évolution de la population de la municipalité de Puerto Quijarro en fonction des recensements boliviens.
| 1992  | 2001   | 2012   | 2022 |
| ----- | ------ | ------ | ---- |
| 7 932 | 12 903 | 16 659 | –    |

## Économie

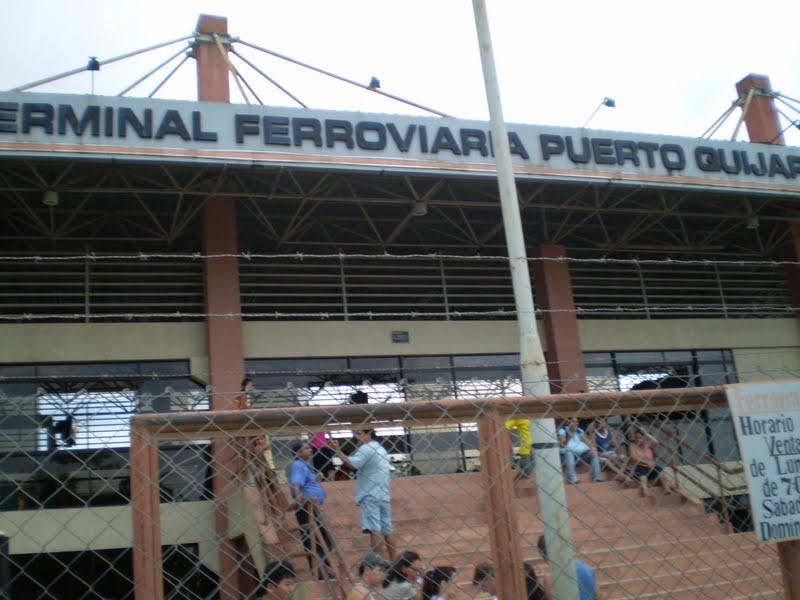
Gare de Puerto Quijarro.

Puerto Quijarro est avant tout liée au commerce grâce à sa zone franche.
La ville est incontestablement appelée à un bel avenir, car située sur un axe majeur d'Amérique du Sud entre le Brésil et le Pacifique, et précisément sur la seule voie ferrée de la région. D'autre part, elle se trouve sur un autre grand axe, fluvial celui-ci, l'hidrovía Paraná-Paraguay dont la fréquentation se développe de manière fulgurante ces dernières années (exportation du soja bolivien).
De plus, un accord aurait été conclu en août 2006, entre le Venezuela et la Bolivie, visant à la construction d'un port de type militaire dans cette localité.

## Source
- Information donnée par Aporrea